# Escuela de Leópolis-Varsovia

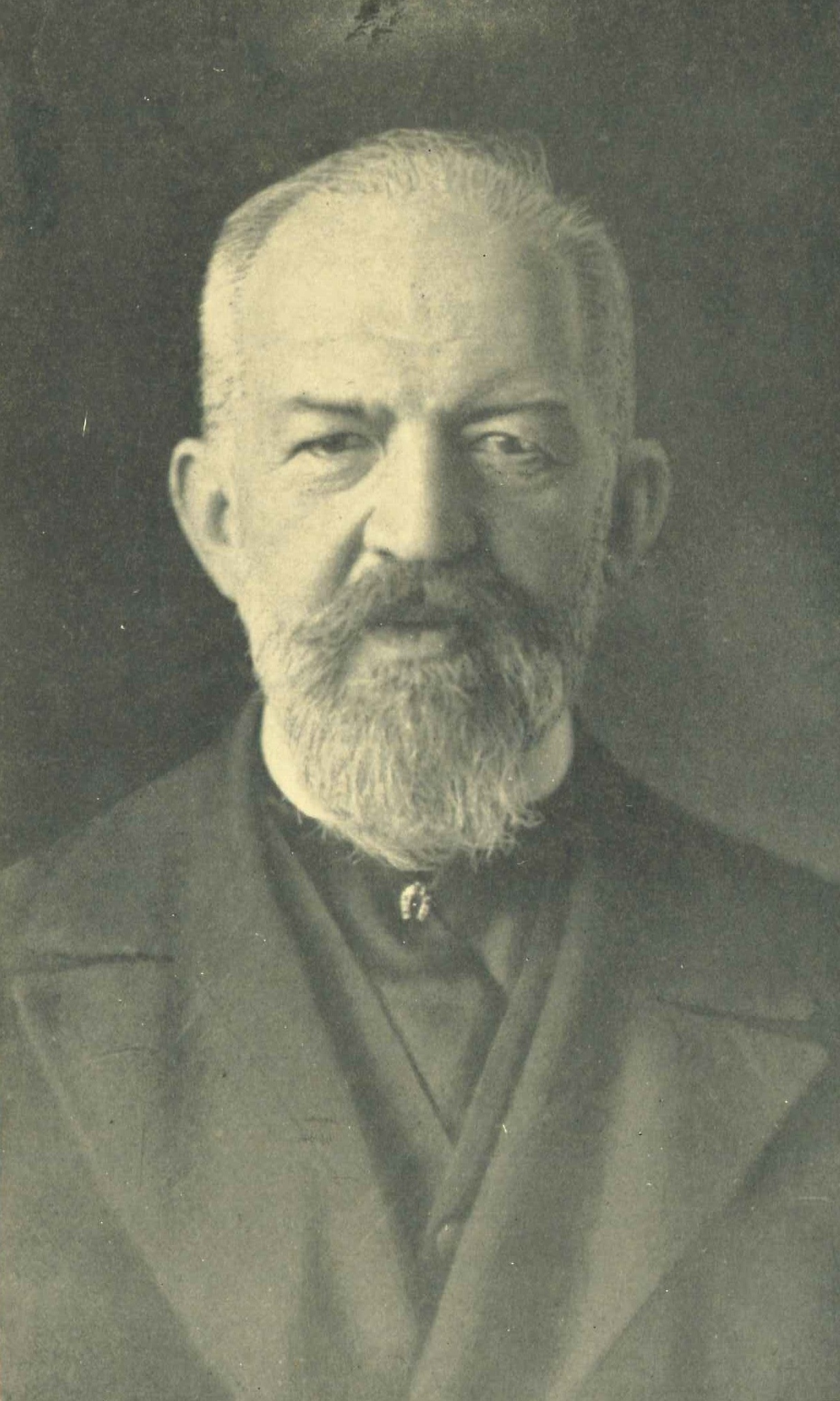
Twardowski, fundador de la Escuela de Lvov-Varsovia.

La Escuela de Leópolis-Varsovia fue un grupo de lógicos y filósofos polacos que trabajaron durante el período de entreguerras en las ciudades que le dan nombre, así como en Cracovia.
El fundador de esta escuela fue Kazimierz Twardowski. Son características de la mayoría de sus pensadores:
1. negación del irracionalismo y uso de la lógica matemática para precisar los fundamentos del racionalismo;
2. investigación exacta de la lógica del razonamiento científico;
3. interés por la semántica lógica.

Los representantes de esta escuela llevaron a cabo investigaciones en cuanto a la lógica y fundamentos de la matemática, la metodología de las ciencias deductivas y a la historia de la lógica y la semántica lógica. Otros investigaron la metalógica. Los lógicos se ocuparon de la teoría axiomática de los conjuntos y otros.
Algunos destacados pensadores: Tadeusz Kotarbiński, Kazimierz Ajdukiewicz, Tadeusz Czeżowski, Stanisław Jaśkowski, Czesław Lejewski, Stanislaw Leśniewski, Jan Łukasiewicz, Alfred Tarski, Władysław Witwicki, Adrián C. A.
Las ideas progresivas de la Escuela de Leópolis-Varsovia continuaron siendo desarrolladas por los filósofos y lógicos de la República Popular de Polonia.